# Bénédicte Simon
Bénédicte Simon (Mantes-la-Jolie, Francia; 2 de junio de 1997) es una futbolista francesa. Juega como defensa en la Juventus de la Serie A de Italia.

## Trayectoria

### Inicios
Simon tiene ascendencia ghanesa y nació en Mantes-la-Jolie. Comenzó a jugar al fútbol en un club de su ciudad natal, el FC Mantois. Aunque inicialmente participaba en prácticas de una semana, y no fue hasta los 14 años que se federó y empezó a competir en la categoría sub-15 femenina. Según su entrenador, Simon podía jugar en todas las posiciones.
En 2015, se unió al FC Aurillac Arpajon de la Division 2 (D2), donde jugó como delantera. Debutó el 13 de septiembre de 2015 con victoria por 5-0 sobre el Nivolas-Vermelle, y marcó el segundo gol del partido. Participó en todos los partidos de liga menos uno, y marcó 8 goles. El Aurijac Arpallon concluyó en quinta posición de liga.
En 2016, se incorporó al Stade de Reims, todavía en la D2, donde se distinguió particularmente por su velocidad y explosividad. Debutó el 18 de septiembre de 2016 con derrota por 1-5 ante el Lille. Aunque en el comienzo jugaba como centrocampista ofensiva, Amandine Miquel la reubicó como lateral por banda izquierda a pie cambiado en 2017, aunque también jugó de lateral derecho. En su primera temporada jugó 17 de los 22 partidos de liga y el único gol que marcó fue el de la victoria en el descuento ante el Rouen en la 19.ª jornada. Acabaron en quinta posición en la liga.
En la temporada 2017-18 debutó en la Copa de Francia, donde alcanzaron los octavos de final. En la liga fue titular habitual, disputando 19 de los 22 partidos y fueron subcampeonas.
Durante la temporada 2018-19 siguió siendo titular, disputando 21 partidos y marcando 3 goles, y ascendió con el club a la primera división tras ser campeonas de grupo . También fue convocada al equipo militar de fútbol de Francia para una sesión de trabajo.
Debutó el 24 de agosto de 2019 en primera división, con derrota por 2-0 ante el Montpellier Fue titular en 15  de los 16 partidos de esa temporada, que acabó anticipadamente por la pandemia de Covid-19, y terminó octava en el campeonato con el recién ascendido Reims.
En junio de 2020, firmó con el Paris Saint-Germain por tres años. Con el PSG debutó el 26 de septiembre de 2021 contra su ex-equipo, con victoria por 4-0. Tuvo su primera titularidad en los octavos de final de la Liga de Campeones 2020-21 contra el Górnik Łęczna. Terminó la temporada con poca participación pero levantó su primer título al ganar la liga francesa.
En agosto de 2021, fue cedida al Atlético de Madrid. Debutó el 12 de septiembre con victoria por 2-0 ante el Real Madrid en la segunda jornada de liga. Durante la temporada tuvo algunas oportunidades en el lateral derecho y ocasionalmente en el lateral izquierdo para suplir las bajas de Amanda Frisbie y Carmen Menayo, pero no terminó de ganar la confianza de su entrenador. Jugó 12 partidos, y sólo 3 de ellos como titular.

## Selección nacional
En abril de 2021 fue convocada por primera vez a la selección francesa sub-23, con quien disputó un partido amistoso contra el Soyaux.

## Estadísticas

### Clubes
Actualizado al último partido jugado el 15 de mayo de 2022.
| Club                        | Div.          | Temporada     | Liga  | Liga  | Liga   | Copas nacionales | Copas nacionales | Copas nacionales | Copas internacionales | Copas internacionales | Copas internacionales | Total | Total | Total  | Media goleadora |
| Club                        | Div.          | Temporada     | Part. | Goles | Asist. | Part.            | Goles            | Asist.           | Part.                 | Goles                 | Asist.                | Part. | Goles | Asist. | Media goleadora |
| --------------------------- | ------------- | ------------- | ----- | ----- | ------ | ---------------- | ---------------- | ---------------- | --------------------- | --------------------- | --------------------- | ----- | ----- | ------ | --------------- |
| FC Aurillac Arpajon Francia |               |               |       |       |        |                  |                  |                  |                       |                       |                       |       |       |        |                 |
| D2                          | 2015-16       | 21            | 8     |       |        |                  |                  | -                | -                     | -                     | 21                    | 8     |       | 0.38   |                 |
| Total club                  | Total club    | 21            | 8     |       |        |                  |                  |                  |                       |                       | 21                    | 8     |       | 0.38   |                 |
| Stade de Reims Francia      |               |               |       |       |        |                  |                  |                  |                       |                       |                       |       |       |        |                 |
| D2                          | 2016-17       | 17            | 1     |       |        |                  |                  | -                | -                     | -                     | 17                    | 1     |       | 0.06   |                 |
| D2                          | 2017-18       | 19            | 1     |       | 3      | 0                |                  | -                | -                     | -                     | 22                    | 1     |       | 0.05   |                 |
| D2                          | 2018-19       | 21            | 3     |       | 1      | 0                |                  | -                | -                     | -                     | 22                    | 3     |       | 0.14   |                 |
| D1                          | 2019-20       | 15            | 0     |       | 2      | 0                |                  | -                | -                     | -                     | 17                    | 0     |       | 0      |                 |
| Total club                  | Total club    | 72            | 5     |       | 6      | 0                |                  |                  |                       |                       | 78                    | 5     |       | 0.06   |                 |
| Paris Saint-Germain Francia |               |               |       |       |        |                  |                  |                  |                       |                       |                       |       |       |        |                 |
| D1                          | 2020-21       | 4             | 0     |       | 1      | 0                |                  | 2                | 0                     | 0                     | 7                     | 0     | 0     | 0      |                 |
| Total club                  | Total club    | 4             | 0     |       | 1      | 0                |                  | 2                | 0                     | 0                     | 7                     | 0     | 0     | 0      |                 |
| Atlético de Madrid · España |               |               |       |       |        |                  |                  |                  |                       |                       |                       |       |       |        |                 |
| 1.ª                         | 2021-22       | 12            | 0     | 0     | 0      | 0                | 0                | -                | -                     | -                     | 12                    | 0     | 0     | 0      |                 |
| Total club                  | Total club    | 12            | 0     | 0     | 0      | 0                | 0                |                  |                       |                       | 12                    | 0     | 0     | 0      |                 |
| Total carrera               | Total carrera | Total carrera | 109   | 13    |        | 7                | 0                |                  | 2                     | 0                     | 0                     | 118   | 13    |        | 0.11            |
| 1. 2. 3.                    |               |               |       |       |        |                  |                  |                  |                       |                       |                       |       |       |        |                 |

## Palmarés

### Campeonatos nacionales
| Título           | Club                | País    | Año       |
| ---------------- | ------------------- | ------- | --------- |
| Segunda División | Stade de Reims      | Francia | 2018-2019 |
| Primera División | Paris Saint-Germain | Francia | 2020-2021 |